# TOI-3984
TOI-3984 — двойная звезда в созвездии Волопаса на расстоянии приблизительно 357 световых лет (около 109 парсек) от Солнца. Возраст звезды определён как около 4 млрд лет.
Вокруг звезды обращается, как минимум, одна планета.

## Характеристики
Первый компонент (Gaia DR3 1291955578869575552) — красный карлик спектрального класса M4V. Звёздная величина диапазона T звезды — +13,461m. Масса — около 0,49 солнечной, радиус — около 0,47 солнечного, светимость — около 0,031 солнечной. Эффективная температура — около 3476 K.
Второй компонент (Gaia DR3 1291955574574621056) — белый карлик. Удалён на 3,27 угловой секунды (в среднем около 356 а.е.).

## Планетная система
В 2023 году группой астрономов, работающих в рамках программы TESS, было объявлено об открытии планеты TOI-3984 Ab.